# Abd Allah I ibn Husajn
Abd Allah ibn al-Husajn (ur. w lutym 1882 w Mekce, zm. 20 lipca 1951 w Jerozolimie) – emir Emiratu Transjordanii (1921–1946), a następnie król Królestwa Transjordanii (od 1949 Jordańskie Królestwo Haszymidzkie). Pochodził z dynastii Haszymidów.

## Młodość
Urodził się w Mekce wówczas w Imperium osmańskim (obecnie Arabia Saudyjska). Był drugim z trzech synów emira Mekki Husajna ibn Alego i jego pierwszej żony Abidijji ibn Abd Allah (zm. 1886).
Studiował w Konstantynopolu.

## Początek kariery politycznej
Abdullah od samego początku swojej działalności politycznej poszukiwał sposobów wyzwolenia Arabów spod panowania Turków. Przebywając w Konstantynopolu, uważnie przyglądał się rozwojowi nacjonalistycznego i modernistycznego ruchu tureckiego Młodoturków. W 1910 przekonał ojca, aby uczynił go deputowanym Mekki w parlamencie osmańskim. W następnym roku zasiadł w tureckim parlamencie, działając jako pośrednik między ojcem a rządem osmańskim.
W I wojnie światowej Turcja wystąpiła po stronie państw centralnych. Widząc w tym szansę dla sprawy arabskiej, Abdullah w 1914 r. nawiązał kontakty z Brytyjczykami i popierał rozmowy ojca z wysokim komisarzem brytyjskim w Egipcie sir Henry McMahonem. Korespondencja dotyczyła możliwości wyzwolenia Arabów spod panowania osmańskiego. W latach 1916–1918 Abdullah i jego brat Fajsal współpracowali z brytyjskim oficerem T.E. Lawrence’em, odgrywając kluczową rolę w arabskiej rewolcie przeciwko Turkom. W trakcie jej trwania Arabowie wyzwolili spod osmańskiego panowania większość Hidżazu i przeprowadzili liczne rajdy przeciwko tureckiej kolei. Po zdobyciu 6 lipca 1917 r. Akaby rozszerzyli powstanie na Syrię i wsparli Brytyjczyków walczących w Palestynie. Rewolta zakończyła się w październiku 1918 r. zajęciem Damaszku i innych miast Syrii. Arabowie mieli nadzieję, że ich plany utworzenia wielkiego państwa arabskiego urzeczywistnią się. Jednak państwa Ententy miały inną wizję przyszłości Bliskiego Wschodu.

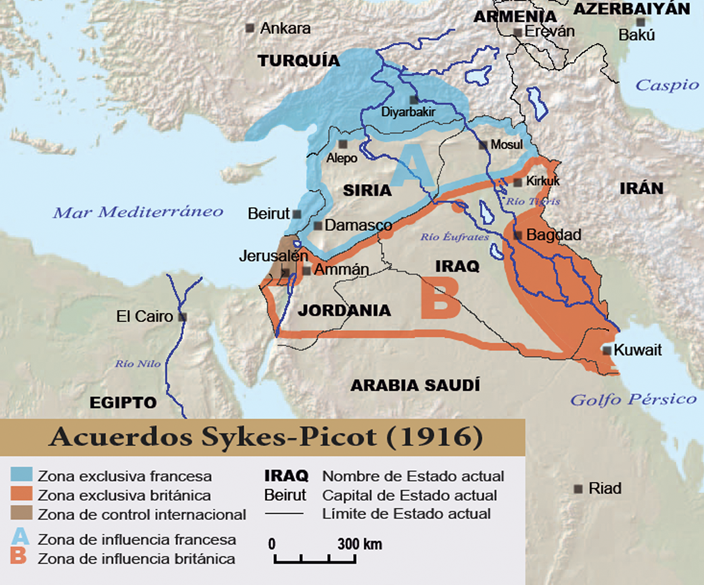
Plan podziału Bliskiego Wschodu – Sykes-Picot – 1916

W 1916 roku doszło do zawarcia tajnego francusko-brytyjskiego układu Sykes-Picot o podziale Bliskiego Wschodu na sfery wpływów. Porozumienie zakładało uznanie niezależnego państwa arabskiego lub konfederacji państw arabskich w Palestynie, ale z rządem międzynarodowym. Jednak w lutym 1917 roku nowy rząd brytyjski spotkał się z przedstawicielami Światowej Organizacji Syjonistycznej: Rothschildem, Weizmanem i Sokołowem. Postulowali oni, aby Wielka Brytania objęła protektorat nad Palestyną oraz udzieliła państwowego wsparcia dla żydowskiej imigracji i kolonizacji. Chaim Weizman uzyskał poparcie brytyjskie dla projektów żydowskich w postaci słynnej deklaracji Balfoura (2 listopada 1917).
Po zakończeniu wojny pojawiły się spory w kwestii przyszłości Palestyny. Francja była za realizacją postanowień tajnej umowy Sykes-Picot (z 1916 r.), na mocy której miało powstać wielkie państwo arabsko-muzułmańskie pod nazwą Wielka Syria. Emir Mekki Said Husajn również opowiadał się za utworzeniem jednego państwa arabskiego. Natomiast stosunek brytyjski do Palestyny i syjonizmu był co najmniej dwuznaczny. Wobec tego powstały dwa protektoraty: (1) Protektorat Francuski (obejmujący obszar dzisiejszej Syrii i Libanu) oraz (2) Protektorat Brytyjski (obejmujący obszar Palestyny, Jordanii i Iraku).
Arabowie sprzeciwili się tym planom i 7 marca 1920 r. Fajsal I został ogłoszony królem Wielkiej Syrii. Dokonał tego rząd Haszima al-Atasi, wyłoniony przez Syryjski Kongres Narodowy. Tymczasem 19 kwietnia zebrała się w San Remo Naczelna Rada Koalicji. Wielką Brytanię reprezentował George Curzon, a Francję – Milleard. Obydwa państwa zgodziły się na realizację deklaracji Balfoura, przy czym miały być zagwarantowane wszystkie prawa religijne i obywatelskie Arabów. Umowa ta została włączona do traktatu pokojowego z Turcją. Francji oficjalnie powierzono terytorium mandatowe Syrii, co doprowadziło do wojny francusko-syryjskiej. W bitwie pod Majsalun 24 lipca 1920 r. Francuzi zwyciężyli, a Fajsal musiał uciec z Syrii do Wielkiej Brytanii. Na wieść o tym Abdullah przegrupował swoje siły z zamiarem wyzwolenia Damaszku. Winston Churchill zaprosił go wówczas na spotkanie i przekonał, aby Abdullah nie atakował brytyjskiego sojusznika – Francji, ponieważ siły francuskie są silniejsze od arabskich, a Brytyjczycy nie chcą żadnego konfliktu z Francuzami. Abdullah zgodził się ustąpić. W marcu 1921 roku na konferencji w Kairze Brytyjczycy podjęli decyzję, że Fajsal będzie rządził w brytyjskim terytorium mandatowym w Iraku, mimo że nie był znany miejscowej ludności. Utworzenie monarchii w Iraku i wycofanie się z rządów bezpośrednich zdaniem Brytyjczyków miało pomóc w zaprowadzeniu pokoju w tym kraju. W plebiscycie 96% głosów padło za uczynieniem Fajsala królem Iraku. Fajsal został królem Iraku sierpniu 1921 roku.

## Emirat Transjordanii

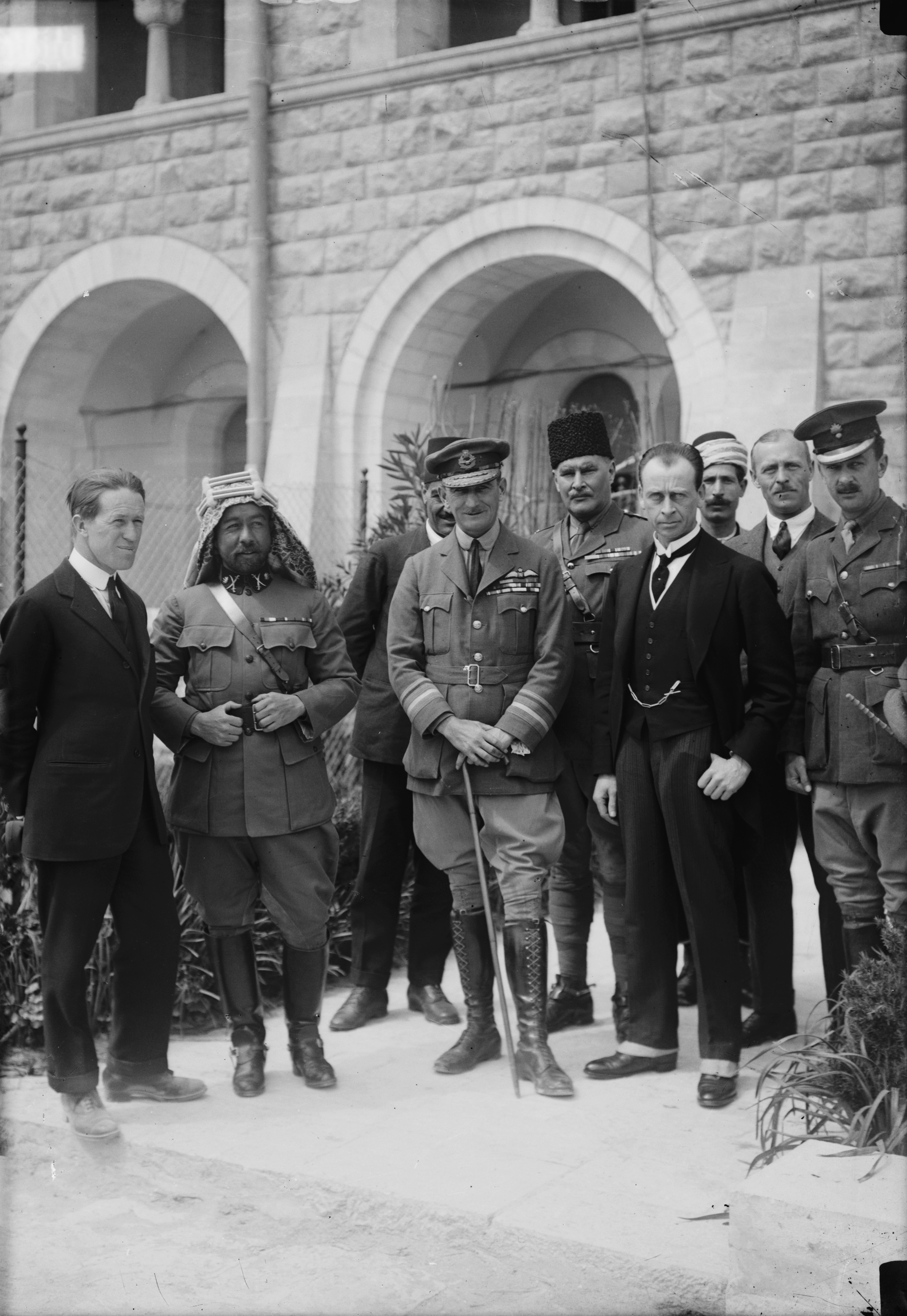
Podczas Konferencji w Kairze w 1920: wysoki komisarz sir Herbert Samuel, płk Lawrence, Emir Abdullah, marszałek sir Geoffrey Salmond i sir Wyndham Deedes

Brytyjczycy nagrodzili Abdullaha za jego ustępstwo utworzeniem odrębnego protektoratu dla niego, który później stał się osobnym państwem. Z terytorium Mandatu Palestyny wydzielono wówczas 78% obszaru, który był położony na wschód od rzeki Jordan. W listopadzie 1920 przybył tutaj Abdullah, jednak faktyczną władzę sprawował brytyjski kapitan Alex Kirkbride. 1 kwietnia 1921 Abdullah rozpoczął panowanie jako emir Transjordanii. 11 kwietnia utworzył własny rząd. Datę tę uznaje się za powstanie Emiratu Transjordanii.
W sierpniu 1922 brytyjski rząd przedstawił memorandum w Lidze Narodów, stwierdzając, że Emirat Transjordanii zostaje wyłączony spod wszystkich uzgodnień dotyczących osadnictwa żydowskiego. 12 sierpnia Liga Narodów zaakceptowała powstanie Emiratu. Od tego momentu nastąpił formalny podział Mandatu Palestyny na część wschodnią (Transjordania) i zachodnią (Palestynę). Praktycznie przez cały czas zwierzchnictwo nad całością sprawowali Brytyjczycy. W maju 1923 do Transjordanii przyjechał nowy brytyjski przedstawiciel Harry John Philby. Abdullah rozpoczął z nim rozmowy na temat uzyskania niepodległości. Równocześnie sprowadził on z Palestyny brytyjskiego ppłk. Fredericka Peake, który rozpoczął tworzenie jordańskich sił zbrojnych. Później funkcję tę pełnił sir John Bagot Glubb, który wyszkolił Legion Arabski.
Negocjacje Abdullaha doprowadziły do zawarcia w 1928 traktatu, na mocy którego Transjordania była nominalnie niezależna, jednak Brytyjczycy nadal utrzymywali w niej swoją obecność wojskową, kontrolowali politykę zagraniczną i zachowywali pewną kontrolę finansową. Ostateczne granice państwowe miały być określone w przyszłości. Wiadomo było jednak, że wschodnia granica będzie tak ustalona, aby zapewniała bezpieczeństwo brytyjskiego ropociągu biegnącego z Iraku do portów w Palestynie. Zawarty traktat nie odpowiadał w pełni ambicjom Abdullaha, który powołał Radę Legislacyjną i powierzył jej rolę doradcy królewskiego w poszukiwaniu najlepszej drogi do uzyskania pełnej niepodległości.
Abdullah był postrzegany przez zachodnich polityków jako umiarkowany arabski polityk. Jest możliwe, że mógł być skłonnym do podpisania porozumienia z państwem żydowskim i w ten sposób stanąć w opozycji do większości przywódców arabskich. Dowodem na to jest fakt, że w 1937 Abdullah poparł Komisję Peela, która zaproponowała utworzenie w brytyjskim Mandacie Palestyny niewielkiego państwa żydowskiego, natomiast pozostałe tereny miały być przyłączone do Transjordanii. Abdullah widział siebie zasiadającego na tronie w Damaszku, rządzącego Wielką Syrią obejmującą granice ówczesnej Transjordanii, Syrii, Libanu i Mandatu Palestyny. Z tego powodu wielu arabskich przywódców nie ufało Abdullahowi i podejrzewało go o zmowę z wrogami.
Podczas II wojny światowej Abdullah dochował całkowitej wierności Wielkiej Brytanii, utrzymując porządek w Transjordanii i udzielając pomocy do stłumienia antybrytyjskiego zamachu stanu w Iraku. Po wojnie negocjacje z Brytyjczykami były nadal prowadzone.

## Królestwo Transjordanii

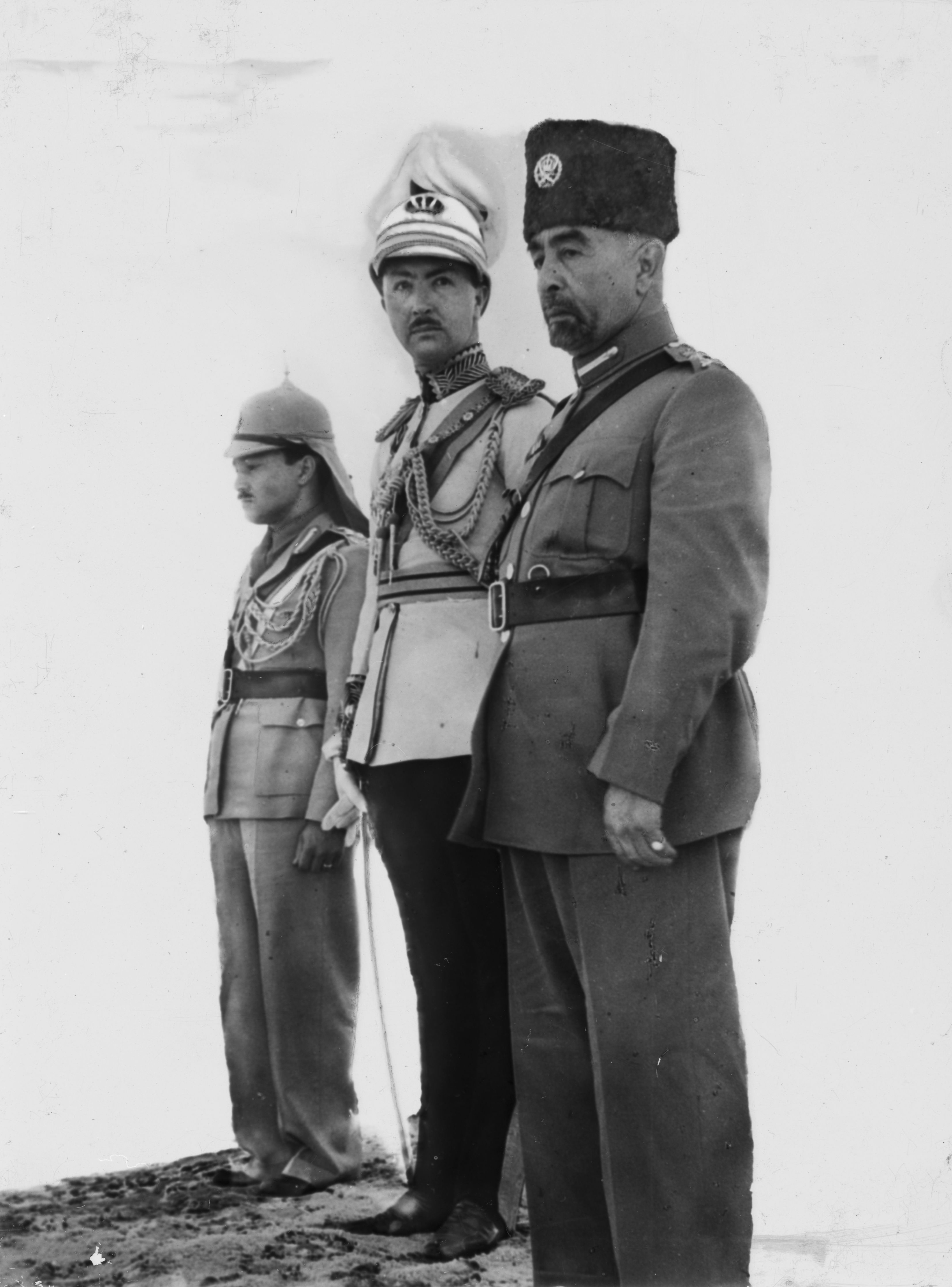
Koronacja Abdullaha w Ammanie 25 maja 1946. Od prawej: król Abdullah I, regent Iraku Abdullahi Emir Naif

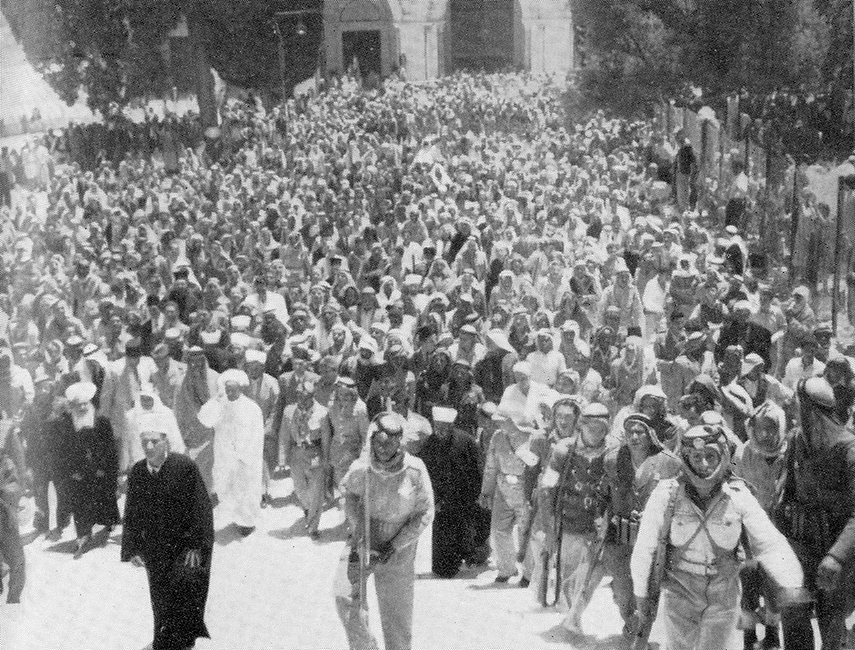
Król Abdullah (widoczny w białej szacie) opuszcza meczet Al-Aksa w Jerozolimie na kilka tygodni przed swoją śmiercią

25 maja 1946 Emirat Transjordanii formalnie uzyskał od Wielkiej Brytanii pełną niezależność i ogłosił niepodległość jako Królestwo Transjordanii. Abdullah został królem Transjordanii.
Po ogłoszeniu 22 listopada 1947 rezolucji Zgromadzenia Ogólnego ONZ nr 181 w sprawie podziału Palestyny na dwa państwa, król Abdullah I był najsilniejszym arabskim przywódcą na Bliskim Wschodzie. W latach 1946–1947 Abdullah mówił, że nie zamierza „poprzeć ani utrudniać podziału Palestyny, oraz utworzenia państwa żydowskiego”. Oficjalnie popierał on ideę utworzenia państwa arabskiego, jednak podczas wojny domowej w Mandacie Palestyny stał się zwolennikiem przyłączenia zachodnich terenów Palestyny do Królestwa Transjordanii. W lutym 1948 jego premier uzyskał poparcie brytyjskiego rządu dla planu przyłączenia arabskiej części Palestyny do Transjordanii. Brytyjscy oficerowie służący w Legionie Arabskim otrzymali zezwolenie na dalszą służbę, pod warunkiem nieuczestniczenia w walkach na terenie państwa żydowskiego. Wielka Brytania nie chciała arabskiej inwazji na państwo żydowskie i utworzenia państwa palestyńskiego z wielkim muftim Jerozolimy na czele. Król Abdullah posunął się do tajnych spotkań z przedstawicielami Agencji Żydowskiej (na jednym z tych spotkań była obecna Golda Meir), na których omawiano koncepcje podziału Palestyny niezależnie od rezolucji ONZ. Według historyka Awi Szlaima ten plan był popierany przez brytyjskiego ministra spraw zagranicznych Ernesta Bevina.
Na początku maja 1948 Abdullah ponownie spotkał się Goldą Meir i zaproponował jej utworzenie „niezależnego żydowskiego kantonu w Królestwie Jordańskim”, na co usłyszał w odpowiedzi, że powstanie niezależne państwo żydowskie. Podobno Abdullah był przygnębiony tą odpowiedzią, ponieważ rozumiał nieuchronność arabskiej interwencji zbrojnej w Palestynie i wybuch wojny. Współcześni historycy coraz częściej mówią, że prawdopodobnie istniał tajny układ jordańsko-żydowski, na mocy którego Transjordania wyrażała zgodę na powstanie państwa żydowskiego. Prawdopodobnie to właśnie dlatego wojska jordańskie nie rozwinęły natarcia podczas wojny i nie wkroczyły na teren Izraela. Jednak w oficjalnych wypowiedziach król Abdullah I przez cały czas popierał arabską interwencję wojskową w Palestynie. Abdullah spostrzegał siebie jako naczelnego dowódcę wojsk arabskich i przekonał Ligę Arabską do mianowania go na to stanowisko. Palestyńscy Arabowie walczący w wojnie realizowali jego cele polityczne.
15 maja 1948 Transjordania przystąpiła do I wojny izraelsko-arabskiej i jej Legion Arabski wkroczył do Mandatu Palestyny. Abdullah początkowo nie planował zajmować Jerozolimy, jednak 17 maja zmienił swoje zdanie i za namową arabskich notabli z Jerozolimy, nakazał atak na żydowską część miasta. Po zajęciu Zachodniego Brzegu i Wschodniej Jerozolimy Abdullah usiłował zdusić wszelkie ślady tożsamości narodowej palestyńskich Arabów. W odpowiedzi na to 8 września 1948 Liga Arabska prowadzona przez Egipt ogłosiła utworzenie w Strefie Gazy rządu Całej-Palestyny. Historyk Awi Szlaim napisał: „Decyzja o utworzeniu rządu Całej-Palestyny w Strefie Gazy, i starania o utworzenie sił zbrojnych pozostających pod jego kontrolę, były próbą członków Ligi Arabskiej zbycia z siebie bezpośredniej odpowiedzialności za rozpoczęcie wojny i wycofanie swoich wojsk z Palestyny pomimo protestów. Bez względu na długoterminową przyszłość arabskiego rządu w Palestynie, jego bezpośrednim celem, zgodnie z zamysłem jego egipskich sponsorów, było stanowienie centralnego punktu sprzeciwu wobec Abdullaha i służyło jako instrument udaremniania ambicji federacji arabskich państw sprzymierzonych z Jordanią”. Król Abdullah I uznał próbę przywrócenia wpływów Amina al-Husajniego w Armii Świętej Wojny za wyzwanie rzucone jego władzy i 3 października jego minister obrony nakazał na obszarach kontrolowanych przez Legion Arabski rozwiązanie wszystkich oddziałów tej armii. Rozkaz ten został bezwzględnie wykonany.
Po zakończeniu wojny Abdullah włączył okupowane tereny Zachodniego Brzegu do Królestwa Transjordanii, a arabskim mieszkańcom przyznał obywatelstwo jordańskie. Równocześnie Abdullah prowadził tajne rozmowy z przedstawicielami państwa żydowskiego (uczestniczył w nich Mosze Dajan) na temat zawarcia pokoju. 17 lipca 1951 w Ammanie został zamordowany były premier Libanu, Rijad as-Sulh. W Transjordanii krążyły pogłoski, że prowadził on tajne rozmowy z Abdullahem na temat zawarcia wspólnego pokoju z Izraelem.

## Zabójstwo
20 lipca 1951 król Abdullah został zastrzelony podczas piątkowych modłów w meczecie Al-Aksa w Jerozolimie. Zabójcą był palestyński Arab z klanu Husajniego – 21-letni Mustafa Ashu. W zamachu ranny został syn króla, Talal I. Zabójstwo ojca mogło wpłynąć na jego późniejszą politykę i brak zgody na rozmowy pokojowe z Izraelem, aby uniknąć podobnego losu jaki spotkał Abdullaha I.

## Małżeństwa i dzieci
Król Abdullah trzy razy się ożenił:
- W 1904 w Stambule poślubił swoją pierwszą żonę Musbah bint Nasser (ur. 1884, zm. 15 marca 1961). Była ona córką Emira Nasser Paszy i jego żony Dilber Khanum. Mieli troje dzieci:
  - księżniczka Haja (1907-1990) – wyszła za mąż za Abdul-Karim Ja’afar Zeid Dhaoui.
  - król Talal I (1909-1972)
  - księżniczka Munira (1915-1987) – nigdy nie wyszła za mąż.
- W 1913 w Stambule poślubił swoją drugą żonę Suzdil Khanum (zm. 16 sierpnia 1968). Mieli dwoje dzieci:
  - książę Naif bin Abdullah I (ur. 14 listopada 1914, zm. 12 października 1983) – ożenił się z księżniczką Mihrimâh Selcuk Sultan.
  - księżniczka Maqbula (ur. 6 lutego 1921, zm. 1 stycznia 2001) – wyszła za mąż za premiera Jordanii Hussein bin Nassera.
- W 1949 w Ammanie poślubił swoją trzecią żonę Nahda bint Uman. Nie mieli dzieci.

## Odznaczenia
| - Order Imperium Brytyjskiego (Wielka Brytania, 1920) - Wielki Order Dwóch Rzek (Królestwo Iraku, 1922) - Wielki Łańcuch Orderu Haszymitów (Królestwo Iraku, 1932) - Order Króla Fajsala I – I klasy (Królestwo Iraku, 1932) - Order św. Michała i św. Jerzego (Wielka Brytania, 1935) - Medal Srebrnego Jubileuszu Króla Jerzego V (Wielka Brytania, 1935) - Medal Koronacyjny Króla Jerzego VI (Wielka Brytania, 1937) | - Order Mohameda Alego (Królestwo Egiptu, 1948) - Wielki Łańcuch Orderu Pahlawiego (Imperium Iranu, 1949) - Krzyż Wielki Orderu Zasługi Wojskowej (Frankistowska Hiszpania, 1949) - Wielka Wstęga Orderu Umajjadów (Syria, 1950) |